# Hirmoneura mesembrina
Hirmoneura mesembrina är en tvåvingeart som beskrevs av Bernandi 1977. Hirmoneura mesembrina ingår i släktet Hirmoneura och familjen Nemestrinidae. Inga underarter finns listade i Catalogue of Life.